# Black Belt (jogo eletrônico de 1986)
Black Belt é um jogo de luta desenvolvido e publicado pela Sega para o Master System . A história tem como protagonista Riki, um lutador que busca salvar sua namorada de seu rival e inimigo. O jogo consiste em uma série de fases de rolagem lateral onde o protagonista terá que lutar contra inimigos menos importantes e, eventualmente, contra subchefes . Os estágios culminam em encontros com chefes mais desafiadores, cada um exigindo que o jogador use um ataque específico para vencer.
Lançado no Japão em julho de 1986, Black Belt foi localizado para América do Norte, Europa e Brasil. O Japão também teve um relançamento para o Virtual Console do Wii e um remake para o PlayStation 2 como parte da Sega Ages. Embora comumente comparado ao Kung-Fu Master de Irem tanto em visualmente quanto mecanicamente, Black Belt foi elogiado e criticado, com algum consenso sobre suas lutas contra chefes serem um destaque e suas fases serem muito repetitivas.

## Enredo e jogabilidade

O personagem do jogador Riki luta contra inimigos no terceiro capítulo. O medidor de saúde do jogador, o tempo restante e a pontuação são exibidos na parte superior

Black Belt é um beat 'em up no qual o jogador assume o controle de um artista marcial chamado Riki, e que precisa partir em busca de sua namorada Kyoko para resgatá-la de seu rival Wang. O jogo tem uma série de estágios de rolagem lateral da esquerda para a direita (ou "capítulos") nos quais Riki deverá utilizar socos, chutes e pulos para derrotar diferentes tipos de subordinados e um subchefe. O medidor de saúde do jogador, o tempo restante e a pontuação são exibidos na parte superior da tela. A pontuação aumenta ao acertar golpes e derrotar inimigos. Se toda a saúde ou tempo do jogador se esgotarem, uma vida será perdida. Saúde, tempo e vidas adicionais podem ser ganhos aumentando a pontuação. Power-ups de saúde, tempo ou invencibilidade temporária também às vezes aparecem no topo da tela, exigindo que o jogador dê um salto alto para alcançá-los.
No final de cada fase há um chefe que deve ser derrotado para avançar para o próximo capítulo. Essas são batalhas um contra um, onde a saúde do chefe é exibida por um segundo medidor abaixo da saúde do jogador. Nessas lutas, os sprites dos personagens são maiores e mais detalhados. Cada chefe é suscetível a apenas um tipo de ataque, exigindo que o jogador explore a fraqueza do oponente e a use para acabar com ele. O jogo permute que haja um segundo jogador que alterne com o primeiro.

## Desenvolvimento e lançamento
A Sega desenvolveu e publicou o jogo, porém no Japão foi intitulado Hokuto no Ken por ser uma adaptação do mangá de mesmo nome. Mutsuhiro Fujii relatou que as equipes de design da empresa estavam trabalhando em cerca de 20 títulos simultaneamente na época em que o Mark III foi lançado. Logo que adquiriram a licensa de Hokuto no Ken, a equipe criou este jogo usando a tecnologia aprimorada de cartucho de um megabit do console.
Yuji Naka foi quem programou o jogo e isso antes de participar da criação de Sonic the Hedgehog. Naka também criou os chefes e inimigos depois de receber um esboço deles do planejador. Quando ele não tinha certeza sobre o design, ele lia as partes relevantes do mangá. Naka revelou que a equipe questionou se seria apropriado integrar certas partes da história aos requisitos para derrotar chefes se alguns jogadores não estivessem familiarizados com o material de origem. Como exemplo temos, Heart, um subchefe que só pode ser derrotado batendo no estômago. Naka, apesar de não ser um fã, foi apresentado a Hokuto no Ken por um amigo antes de aceitar o emprego na Sega. Ele declarou que gostaria de ter feito mais jogos de luta em sua carreira. A música e o som do jogo foram compostos por Katsuhiro Hayashi. Não se sabe qual foi o papel de Fujii.
Hokuto no Ken foi lançado no Japão em 20 de julho de 1986. A versão localizada do Black Belt foi mostrada pela primeira vez no mês anterior no Summer Consumer Electronics Show junto com o Master System e sua linha inicial de títulos de software para regiões fora do Japão. Grandes alterações foram feitas durante a localização para remover todos os vínculos com a propriedade Hokuto no Ken . Para Black Belt, a maioria dos sprites e cenários dos personagens foram alterados, algumas das músicas são diferentes e mais restauradores de saúde foram adicionados. A mecânica do jogo permanece a mesma e os inimigos menores ainda morrem explodindo em pedaços. Black Belt foi lançado na América do Norte em novembro de 1986 e na Europa em agosto de 1987. A Ariolasoft detinha os direitos de distribuição do jogo no Reino Unido, Alemanha e Holanda. No entanto, devido à violência, a venda do jogo para menores de 18 anos foi proibida na Alemanha, de acordo com a Lei de Proteção de Jovens de 1987 a 2012. A Tectoy publicou o jogo no Brasil.
A Sega desenvolveu uma sequência em 1989 para o Mega Drive, que foi lançada internacionalmente como Last Battle e mais uma vez foi destituída da licença Hokuto no Ken . Um remake aprimorado de Hokuto no Ken com gráficos poligonais 3D foi lançado para o PlayStation 2 no Japão em 25 de março de 2004 como a 11ª entrada na linha Sega Ages 2500 da Sega, com a versão original adicionada como bônus. A sua inclusão foi especificamente solicitada por Naka. A versão Mark III foi relançada digitalmente no Japão para o Wii através do serviço Virtual Console em 26 de fevereiro de 2008. Naka foi consultado sobre um bug de software encontrado na imagem ROM desta emulação e prontamente o corrigiu apenas olhando seu código . O jogo original também pode ser desbloqueado no título Fist of the North Star: Lost Paradise de 2018 para PlayStation 4. O lançamento ocidental de Lost Paradise mantém a versão japonesa original de Hokuto no Ken em vez de sua contraparte Black Belt . Faixas musicais das versões Mark III e Master System foram incluídas no álbum Sega SG-1000 30th Anniversary Collection lançado pela Wave Master no Japão em 31 de julho de 2013.

## Recepção e legado
A recepção de Black Belt pela crítica foi mista. Jornais e sites discordaram sobre a qualidade de seus visuais e jogabilidade, e frequentemente compararam a Kung-Fu Master da Irem . Uma análise duplicada da Mean Machines Sega e Computer and Video Games em seu "Guia Completo para Consoles" recomendou fortemente Black Belt por ser "difícil e desafiador" e um dos melhores beat 'em ups da Sega.  O fundador da Hardcore Gaming 101, Kurt Kulata, observou que o jogo era "pouco mais que uma cópia" de Kung-Fu Master ", porém com melhores controles e fases mais variadas. Combinado com "visuais fantásticos", e rolagem de paralaxe para fundos, ele classificou Black Belt como um dos melhores jogos de Master System na época inicial do console. Kulata, Levi Buchanan da IGN e a revista francesa Génération 4 descreveram as lutas contra chefes como o destaque do jogo. Tanto Kukata quanto Buchanan notaram que isso precedeu o mesmo recurso popularizado pouco depois no Street Fighter da Capcom . A editora da Computer Entertainer, Celeste Dolan, comparou positivamente as habilidades sobre-humanas do protagonista àquelas vistas em alguns filmes de artes marciais, concluindo que o jogo continha "ação boa e frenética com muitos desafios". A Retronauts recomendou a versão original japonesa devido aos seus gráficos, ação rápida e fidelidade ao material de origem. Os escritores declararam: "É definitivamente um jogo que mostra sua idade, mas comparado ao shovelware licenciado da época (não menos importante, o jogo muito semelhante, mas muito pior, Hokuto no Ken lançado para Famicom apenas algumas semanas depois deste), não é difícil ver por que este jogo ainda é lembrado com carinho como um grande jogo Hokuto no Ken e um grande título Mark III."
A Computer Gaming World rotulou Black Belt como um "imitador direto" de Kung-Fu Master e o mais tradicional entre os jogos de artes marciais do Master System da Sega. A revista elogiou a inclusão de um enredo básico no jogo e a diferenciação de estilos de combate orientais em seu livreto de instruções, mas zombou de sua tradução. Buchanan criticou a possibilidade do jogador morrer durante as lutas contra chefes e então ter que recomeçar o jogo inteiro. Vários críticos consideraram a jogabilidade de lutar contra ondas de inimigos monótona. O colaborador da Sega Power, Steve Jarrett, achou os chefes do estágio final decentes, mas os estágios que os levaram a eles foram "dolorosamente repetitivos".  Outra avaliação duplicada no Console XS e Sega Pro também descreveu os objetivos como "pouco emocionantes e repetitivos", bem como "criminosamente fáceis", ao mesmo tempo em que chamou os gráficos de "incrivelmente pobres".   Dolan apreciou a apresentação do jogo em geral, mas ficou consternado com a falta de detalhes nos sprites dos personagens e com a quantidade excessiva de oscilação . Sites como IGN, CBR, Screen Rant, WatchMojo e Sports Illustrated mencionaram a arte da caixa localizada de Black Belt como uma das piores capas de jogos do Master System.
A Sega afirmou que o jogo contribuiu para as vendas de hardware Mark III no Japão após seu lançamento, embora o console tenha sofrido vendas lentas na região em geral durante sua vida útil, com apenas cerca de 80 de seus 360 jogos totais sendo lançados lá.